# Laodamia (filla de Bel·lerofont)
Segons la mitologia grega, Laodamia (en grec antic: Λαοδάμεια, Laodàmeia) va ser una filla de Bel·lerofont i Filònoe, i germana d'Hipòloc.
Unida amb Zeus, va tenir un fill, Sarpèdon, almenys segons la Ilíada, perquè altres tradicions fan que Sarpèdon sigui fill de Zeus i d'Europa, i se'ls considera normalment personatges diferents. Va morir jove a causa de la ferida feta per una fletxa d'Àrtemis, que estava indignada amb ella.